# SS-Truppenübungsplatz Böhmen
La SS-Truppenübungsplatz Böhmen fue una de las áreas de formación Waffen-SS en el territorio del Protectorado de Bohemia y Moravia durante la Segunda Guerra Mundial. Originalmente se llamaba SS-Truppenübungsplatz Beneschau, porque estaba situada cerca de la ciudad de Benešov.
Las unidades de las SS-Truppenübungsplatz Böhmen fueron usadas para formar la Kampfgruppe Wallenstein, que se utilizó para la supresión fallida del Ejército de Liberación del general Andréi Vlásov durante la Insurrección de Praga.

## Comandantes
- SS-Oberfűhrer Julian Scherner (20 de enero de 1941 - 4 de septiembre de 1941)
- SS-Oberfűhrer Bernhard Voss (1 de noviembre de 1941 - 16 de junio de 1942)
- SS-Oberfűhrer Alfred Karrasch (20 de junio de 1942 - 20 de julio de 1942)
- SS-Oberfűhrer Johann von Feil (20 de julio de 1942 - 1 de octubre de 1942)
- SS-Brigaderfűhrer Alfred Karasch (7 de octubre de 1942 - 8 de mayo de 1945)

## Orden de batalla
- SS-Kavallerie Ausbildungs und Ersatzregiment (SS Regimiento de Formación y Refuerzos de Caballería)
- SS-Pionerschule Hradischko (SS-Escuela de Ingenieros de Hradischko)
- SS-Bewahrungsabteilung Dublowitz (SS Test Company Dublowitz)
- SS-Panzerjäger (Sturmgeschűtz) Ausbildungs und Ersatzabteilung (SS Compañía de Formación y Refuerzos de Cañones Antitanque)
- SS-Bewahrungsabteilung Chlum (SS Test Company Chlum)
- SS-Panzerjäger Ausbildungs Abteilung 4 (4th SS Compañía de Formación de Cazadores de Tanques)
- SS-Wachkompanie 10 (10th SS Guard Company)
- SS-Freiwilligen Kavallerie Division (SS División de Caballería de Voluntarios)
- SS-Ersatzbatterie des Feldzeugdienstes bei der SS Artillerie Schule II
- SS-Artillerie Schulle II (SS Artillery School II)
- Komandantur des Übungsplatzes Beneschau (Comandancia de la Zona de Entrenamiento de Beneschau)
- SS-Lehrkűche Beneschau (SS Formación de Cocina de Beneschau)
- SS-Panzergrenadier Schule Prosetschnitz (SS Escuela de Granaderos Blindados de Prosetschnitz)

- Datos: Q324585
- Multimedia: SS-Truppenübungsplatz Böhmen / Q324585